# Чивчије Осјечанске
Чивчије Осјечанске су насељено мјесто у граду Добој, Република Српска, БиХ. Према попису становништва из 2013. у насељу је живјело 295 становника.

## Становништво
| Демографија | Демографија | Демографија |
| Година      | Становника  | Становника  |
| ----------- | ----------- | ----------- |
| 1961.       | 569         |             |
| 1971.       | 525         |             |
| 1981.       | 650         |             |
| 1991.       | 536         |             |
| 2013.       | 295         |             |